# .sm
‎.sm‏ دامنه اینترنتی اختصاص داده شده به کشور سن مارینو است.